# Трећа земаљска конференција КПЈ
Трећа земаљска конференција Комунистичке партије Југославије одржана је од 1. до 4. јануара 1924. у редакцији листа „Радник“ у Косовској улици, у Београду, коме је присуствовало око 60 делегата, од чега 35 са правом гласа и по један представник Коминтерне и Балканске комунистичке федерације. Конфернеција се бавила свим основним питањима стратегије КПЈ и њене организационе изградње. Ставови о тим питањима били су формулисани у посебним резолуцијама.

## Рад Конференције
У резолуцији о националном питању полазило се од уверења да уједињење српског, хрватског и словеначког народа у заједничку државу лежи у правцу историјског прогреса и интереса класне борбе пролетаријата. У Резолуцији је оцењено да је уједињење југословенских народа значило — стварање објективних услова за процес формирања једне нације из трију сродних нација, али да је тај процес услед класног интереса целокупне буржоазије и наметања монархије заустављен већ на почетку. У Резолуцији је потврђено раније стајалиште КПЈ да основни узрок продубљивања националних супротности лежи на страни српске буржоазије, која проводи националну хегемонију против хрватског и словеначког народа и њихове економски јаче развијене буржоазије — уништава аутономију Црне Горе, асимилацијом србизује Македонију и потискује националне мањине. Поновно је истакнуто укидање хегемоније српске буржоазије у ослободилачкој борби и удруживање нација и класа ради стварања федеративне радничко-сељачке републике у Југославији, на Балкану и у Подунављу.
Била је усвојена и посебна резолуција о македонском и тракијском питању, у којој се полазило од става да је македонско становништво етнографски измешано, да су у Македонији заступљене све народности које постоје у суседним земљама, али у таквој сразмери да ниједна од њих нема апсолутну већину те да владавина било које балканске државе над Македонијом значи национално поробљивање македонског становништва. Због тога се решење македонског питања видело у стварању аутономне и јединствене македонске републике у оквиру балканске федерације.
У одлукама Конференције били су изражени захтеви партијске левице у погледу бољшевизације партије. Закључено је да се организација илегалне кадровске партије изграђује оснивањем ћелија по предузећима.
Резолуције Треће конференције усвојене су једногласно, а прихватила их је и велика већина партијског чланства на референдуму који је, према одлуци Конференције, непосредно по њеном свршетку био проведен. Та документа подржала је и Централна управа СКОЈ-а.
На Конференцији су у Централно партијско веће били изабрани већином припадници левице, Триша Кацлеровић, Филип Филиповић, Сима Миљуш, Коста Новаковић, Владимир Чопић, Лаза Стефановић и Јакоб Жорга.